# Melle (Italie)
Pour les articles homonymes, voir Melle.
Melle est une commune de la province de Coni dans le Piémont en Italie.

## Géographie
La commune de Melle se trouve dans le Val Varaita.

## Administration
| Période                                  | Période  | Identité        | Étiquette       | Qualité |
| ---------------------------------------- | -------- | --------------- | --------------- | ------- |
| 30 mai 2006                              | En cours | Maurilio Paseri | Centro-Sinistra |         |
| Les données manquantes sont à compléter. |          |                 |                 |         |

### Hameaux
Sant'Eusebio, Chiotti, Comba, Raberile, Boschirolo, Bodreri, Norastra, Prato, Marchetti,Fontanelle, Chiampasso, Garnero, Cavaliere,Sartariglie, Cornaglia,Perotto, Rolfo, Guisiano Opaco

### Communes limitrophes
Brossasco, Cartignano, Frassino, Roccabruna, San Damiano Macra, Valmala.